# Carlos Tartiere de las Alas Pumariño
Carlos Tartiere de las Alas Pumariño (Oviedo - Gijón, 31 de juliol de 1950) va ser un popular empresari, fundador i primer president del Reial Oviedo.
El 26 de març de 1926 va fundar l'Oviedo Football Club, amb la fusió dels dos clubs més representatius de la ciutat: el Real Stadium Club Ovetense i el Real Club Deportivo Oviedo, essent anomenat president de l'entitat.
Sota la seva presidència el club canviaria el seu nom per Real Oviedo Football Club, Oviedo F.C. i finalment, Real Oviedo.
Va ser president de l'entitat asturiana fins a la seva mort, el juliol del 1950, aconseguint algunes de les fites més importants de la història del club: dos terceres posicions al Campionat de Lliga, durant la dècada de 1930.
En memòria seva es va canviar de nom l'estadi de Buenavista a Estadi Municipal Carlos Tartiere, i el nou estadi inaugurat l'any 2000, es batejà també amb el nom d'Estadi Carlos Tartiere.